# Casino Cosmopol, Sundsvall

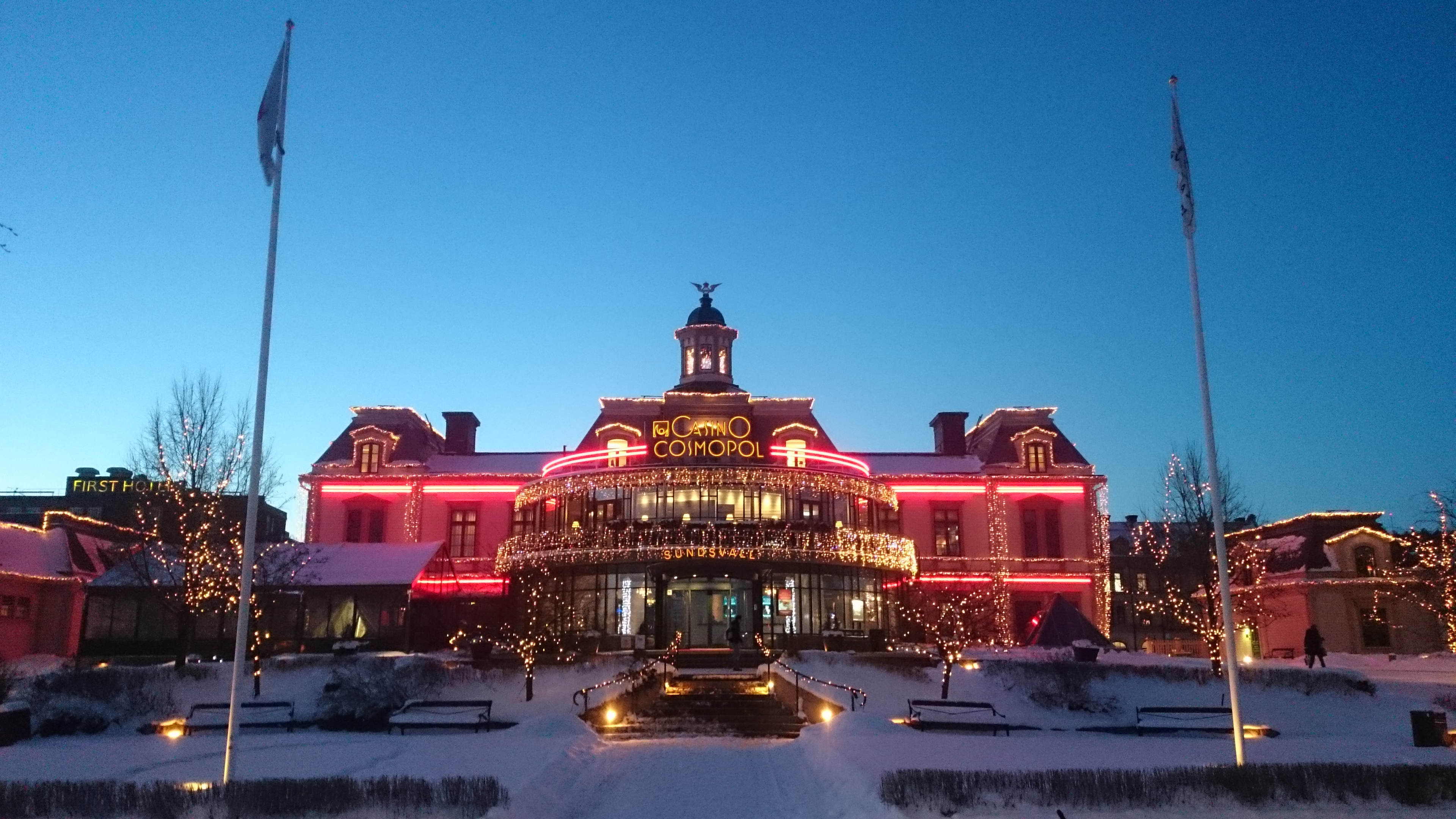
Casino Cosmopol Sundsvall.

Casino Cosmopol Sundsvall var ett av fyra statliga kasinon i Sverige. Kasinot drevs av Casino Cosmopol AB, som är ett helägt dotterbolag till Svenska Spel. Kasinot öppnade 30 juni 2001, och blev då Sveriges första internationella kasino. Det var beläget i stadsdelen Inre hamnen, i den byggnad som var Sundsvalls första centralstation, byggd 1874. Kasinot hade 15 spelbord och 140 spelautomater samt cirka 200 anställda.
Kasinot stängde den 29 mars 2020, vilket motiverades av covid-19-pandemin. Stängningen permanentades enligt beslut av Svenska spel den 14 augusti på grund av att besökstalen successivt hade minskat under flera år.

## Historia
Diskussionerna om att öppna ett kasino i Sverige hade pågått länge, men ett första steg mot beslutet av en etablering togs 1996 då några riksdagsmän skrev en motion angående införandet av statliga kasinon. Frågan hamnade hos kulturutskottet som gav godkänt och frågan kunde gå vidare till finansminister Erik Åsbrink som även han blev positiv i frågan. För honom var det tyngsta argumentet att det illegala spelet skulle minska, och i stället generera skatteintäkter.
Motionen fick slutligen gehör i riksdagen, och 1999 fick Casino Cosmopol regeringens uppdrag att etablera fyra internationella kasinon. Nästa steg blev att besluta var dessa skulle ligga. Kampen om att få bli en etableringsort för ett av kasinona var stundtals hård runt om i landet. Bland annat ville Bollnäs öppna ”Sveriges Monte Carlo” och  Lycksele ville bygga ”Casino Lapland”. Vinterstaden Åre och sommarstaden Visby hade ett gemensamt förslag med ett ambulerande kasino som skulle erbjuda vinterturisterna i Åre nöje på vintern och sommarturisterna i Visby nöje på sommaren.  Andra städer som också var intresserade var bland annat Boden och Halmstad. Tidningsuppgifter gjorde gällande att det även inom regeringen rådde viss oenighet kring placeringsorter: finansdepartementet ska ha förordat de tre storstäderna Stockholm, Göteborg och Malmö, samt en landsortsstad, medan näringsdepartementet föreslog tre landsortsstäder, Borgholm, Piteå och Halmstad, och ett stockholmskasino. Meg Tivéus, vd för Svenska spel, förordade att Stockholm, Göteborg och Malmö skulle få var sitt kasino och att landsorten får slåss om det fjärde, och till slut blev det också så. Att det blev Sundsvall som valdes ut för det fjärde kasinot, och inte någon av de andra kandidaterna, förklaras bland annat med att staden har en jämn och stadig ström av besökare, särskilt affärsresenärer.

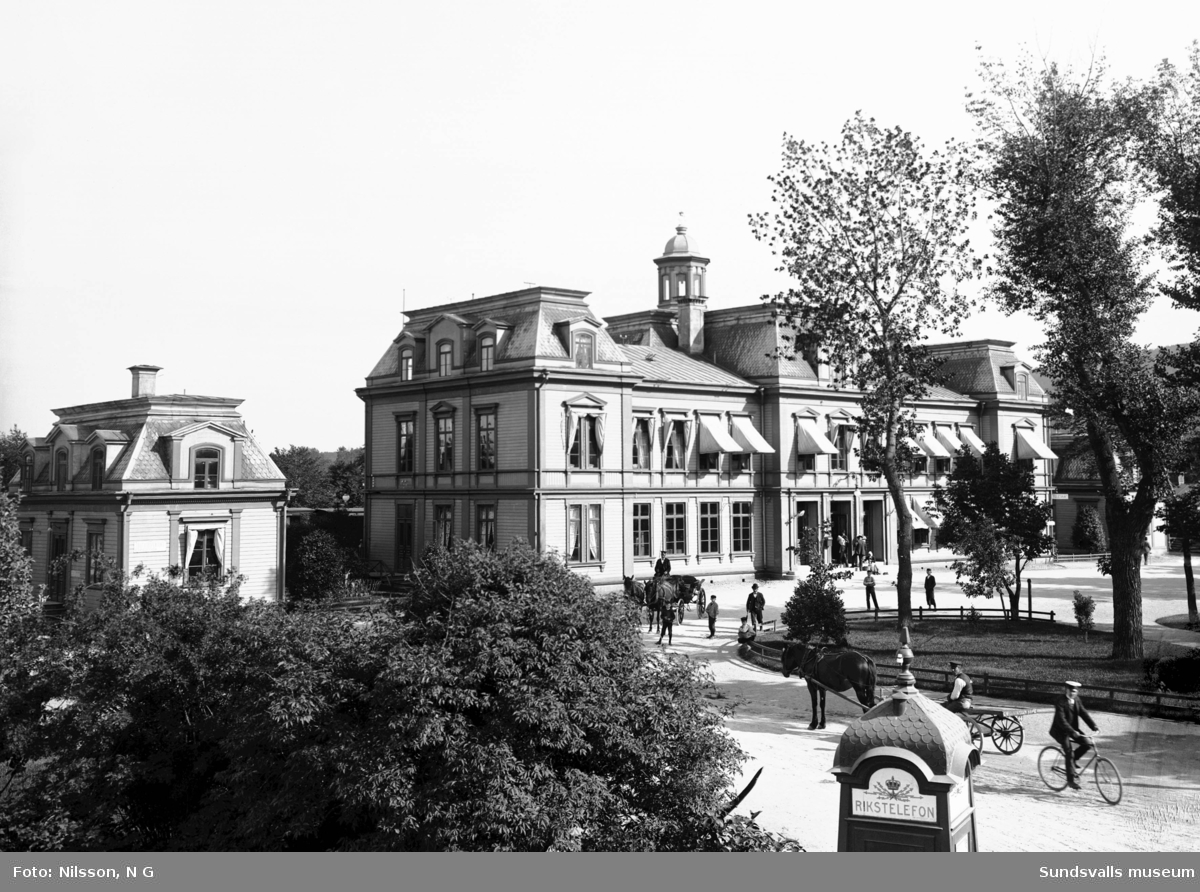
Casino Cosmopol Sundsvalls byggnad, på ett foto från 1874. På den tiden Sundsvalls järnvägsstation.

Det gamla stationshuset i Sundsvalls hamn från 1874 valdes som lokal, och fick först genomgå en omfattande ombyggnad för att anpassas till kasinoverksamheten. Byggnaden var kulturskyddad, men behövde samtidigt byggas ut kraftigt för att kunna inrymma kasinot. Lösningen, som togs fram av arkitektbyrån Tirsén & Aili Arkitekter, bestod i att lyfta hela den gamla trähuset 1,5 meter och gräva en källarvåning på drygt 1000 m² under hela tomten. Dagsljus leddes in i källaren genom pyramidformade lanterniner på gården. En veranda byggdes också på framsidan, vilket föregicks av många diskussioner med kulturvårdande instanser.
Casino Cosmopol Sundsvall fick 2001 av Tidningen Byggindustrin pris för Årets ombyggnad, med motiveringen: "Sundsvall blev först i landet med ett riktigt kasino. Här har man tagit tillvara en känd historisk träbyggnad i stadens befintliga stadsmiljö - den gamla järnvägsstationen som i princip stått outnyttjad under senare tid. Det är ett pietetsfullt omhändertagande och samtidigt har projektaktörerna klarat en tekniskt komplicerad om- och tillbyggnad."
Den 30 juni 2001 invigdes så kasinot i Sundsvall. ”First spin”, dvs första spinnet på rouletten,  genomfördes av kommunalrådet. Kulan stannade på röd 21 och kasinots spel öppnades sen för allmänheten.
Vid branschgalan Gaming Award 2012 utsågs Casino Cosmopol Sundsvall till Europas bästa kasino.
Kasinot stängde den 29 mars 2020 med hänvisning till Corona-pandemin. Den 14 augusti 2020 meddelade Svenska Spel att man lägger ner kasinot i Sundsvall, detta på grund av vikande lönsamhet. Det uppgavs att avvecklingen skulle ske "snarast".